# Miguel Sanhueza
Miguel Alejandro Sanhueza Mora (* 30. August 1991 in Temuco) ist ein chilenischer Fußballspieler auf der Position eines Innenverteidigers.

## Karriere
Miguel Sanhueza debütierte 2008 beim CD Cobreloa in der Copa Chile und spielte bis 2016 bei den Wüstenfüchsen. Nach einem kurzen Aufenthalt bei Deportes Melipilla kehrte er für ein Jahr zu Cobreloa zurück und unterschrieb 2019 erneut bei Melipilla, das mittlerweile von der Segunda División in die Primera B aufgestiegen war. Mit Melipilla gelang der Aufstieg in die Primera División, wo der Klub zwar sportlich den Klassenerhalt schaffte, allerdings wegen Unregelmäßigkeiten durch einen Punktabzug zwangsabsteigen musste. Stammkraft Sanhueza verließ am Ende der Saison den Verein und wechselte zu Mitabsteiger Santiago Wanderers, für das er alle 30 Ligaspiele in der Saison 2022 bestritt. Erstligist Coquimbo Unido verpflichtete zur neuen Spielzeit den Defensivakteur, der nach zwei Monaten und ohne Ligaeinsatz an Zweitligist Deportes Iquique weiter verliehen wurde. Mit Iquique gelang Sanhueza der Aufstieg in die höchste Spielklasse und man verpflichtete den Abwehrspieler für die Folgesaison fest.

## Sonstiges
Sein fünf Jahre jüngerer Bruder Eryin spielt ebenfalls professionell Fußball.